# Luke Kirby

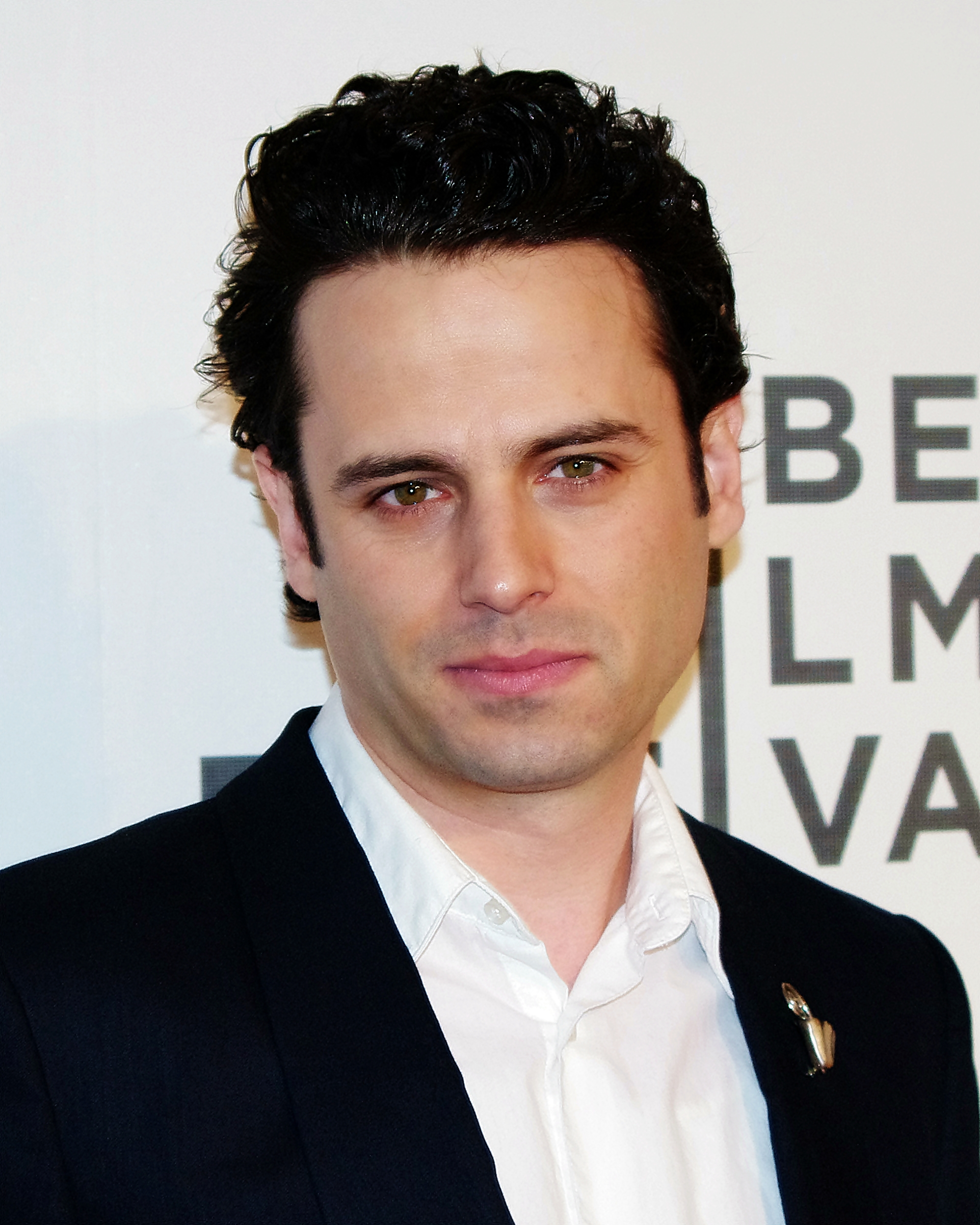
Luke Kirby in 2012

Luke Farrell Kirby (Hamilton (Ontario), 21 juni 1978) is een Canadees acteur.

## Biografie
Kirby werd geboren in Hamilton (Ontario) bij Amerikaanse ouders. Hij studeerde drama aan de National Theatre School of Canada in Montreal (Canada) waar hij in 2000 zijn diploma haalde. 
Kirby begon in 2001 met acteren in de film Lost and Delirious, waarna hij nog meerdere rollen speelde in films en televisieseries. Kirby werd driemaal genomineerd voor een Gemini Award, voor zijn rol in Sex Traffic (2005), The Eleventh Hour (2005) en Cra$h & Burn (2010). 

## Filmografie

### Films
Uitgezonderd korte films.
- 2024 Out of My Mind - als Chuck
- 2023 Dark Harvest - als Jerry Ricks
- 2023 Boston Strangler - als F. Lee Bailey
- 2022 The Independent - als Lucas Nicoll
- 2021 No Man of God - als Ted Bundy
- 2020 Percy - als Peter Schmeiser
- 2019 Glass - als Pierce
- 2018 Little Woods - als Bill
- 2017 Another Kind of Wedding - als Misha
- 2017 A Dog's Purpose - als vader van Ethan
- 2015 Touched with Fire - als Marco
- 2013 Empire of Dirt - als Russell
- 2012 The Samaritan - als Ethan
- 2011 Take This Waltz - als Daniel
- 2009 Labor Pains - als Nick Steinwald
- 2007 The Stone Angel - als Leo
- 2007 All Hat - als Ray Dokes
- 2005 The Greatest Game Ever Played - als Frank Hoyt
- 2005 Window Theory - als Brad
- 2004 Sex Traffic - als Callum Tate
- 2003 Luck - als Shane Bradley
- 2003 Shattered Glass - als Rob Gruen
- 2003 Mambo Italiano - als Angelo Barberini
- 2002 Halloween: Resurrection - als Jim Morgan
- 2001 Haven - als David Weinzweig
- 2001 Lost and Delirious - als Jake Hollander

### Televisieseries
Uitgezonderd eenmalige gastrollen.
- 2023 Dr. Death - als Nathan Gamelli - 8 afl.
- 2023 Supreme: The Battle for Roe - als Roy Lucas - 4 afl.
- 2017-2023 The Marvelous Mrs. Maisel - als Lenny Bruce - 16 afl.
- 2022 Panhandle - als Bell Prescott - 8 afl.
- 2021-2022 Gossip Girl - als Davis Calloway - 11 afl.
- 2020 Little Voice - als Jeremy - 4 afl.
- 2018-2019 The Deuce - als Gene Goldman - 17 afl.
- 2019 Tales of the City - als Tommy - 2 afl.
- 2018 Blindspot - als Christophe Bruyere aka Junior - 2 afl.
- 2013-2016 Rectify - als Jon Stern - 30 afl.
- 2015 The Astronaut Wives Club - als Max Kaplan - 6 afl.
- 2015 Show Me a Hero - als Edwin E. McAmis - 2 afl.
- 2012-2014 Republic of Doyle - als Clyde Cowley - 2 afl.
- 2009-2010 Cra$h & Burn - als Jimmy Burn - 13 afl.
- 2007 Tell Me You Love Me - als Hugo - 8 afl.
- 2003-2005 Slings and Arrows - als Jack Crew - 7 afl.

- Bibsys: 13000229
- Biblioteca Nacional de España: XX4928367
- Bibliothèque nationale de France: cb16167049f (data)
- Gemeinsame Normdatei: 1042226598
- International Standard Name Identifier: 0000 0001 0654 7304
- Library of Congress Control Number: no2007088057
- Nationale Bibliotheek van Israël: 987007383358805171
- Nederlandse Thesaurus van Auteursnamen: 298943360
- Système universitaire de documentation: 184969123
- Virtual International Authority File: 66253558
- WorldCat: E39PBJh8VtfCXW7X8rHkC8MdcP